# Saison 2 de Why Women Kill
 (juin 2021).
Si vous disposez d'ouvrages ou d'articles de référence ou si vous connaissez des sites web de qualité traitant du thème abordé ici, merci de compléter l'article en donnant les références utiles à sa vérifiabilité et en les liant à la section « Notes et références ».
 (juin 2021).
La mise en forme du texte ne suit pas les recommandations de Wikipédia : il faut le « wikifier ».
Les points d'amélioration suivants sont les cas les plus fréquents :
- Les titres sont pré-formatés par le logiciel. Ils ne sont ni en capitales, ni en gras.
- Le texte ne doit pas être écrit en capitales (les noms de famille non plus), ni en gras, ni en italique, ni en « petit »…
- Le gras n'est utilisé que pour surligner le titre de l'article dans l'introduction, une seule fois.
- L'italique est rarement utilisé : mots en langue étrangère, titres d'œuvres, noms de bateaux, etc.
- Les citations ne sont pas en italique mais en corps de texte normal. Elles sont entourées par des guillemets français : « et ».
- Les listes à puces sont à éviter, des paragraphes rédigés étant largement préférés. Les tableaux sont à réserver à la présentation de données structurées (résultats, etc.).
- Les appels de note de bas de page (petits chiffres en exposant, introduits par l'outil «  Source ») sont à placer entre la fin de phrase et le point final[comme ça].
- Les liens internes (vers d'autres articles de Wikipédia) sont à choisir avec parcimonie. Créez des liens vers des articles approfondissant le sujet. Les termes génériques sans rapport avec le sujet sont à éviter, ainsi que les répétitions de liens vers un même terme.
- Les liens externes sont à placer uniquement dans une section « Liens externes », à la fin de l'article. Ces liens sont à choisir avec parcimonie suivant les règles définies. Si un lien sert de source à l'article, son insertion dans le texte est à faire par les notes de bas de page.
- La présentation des références doit suivre les conventions bibliographiques. Il est recommandé d'utiliser les modèles {{Ouvrage}}, {{Chapitre}}, {{Article}}, {{Lien web}} et/ou {{Bibliographie}}. Le mode d'édition visuel peut mettre en forme automatiquement les références.
- Insérer une infobox (cadre d'informations à droite) n'est pas obligatoire pour parachever la mise en page.

Pour une aide détaillée, merci de consulter Aide:Wikification.
Si vous pensez que ces points ont été résolus, vous pouvez retirer ce bandeau et améliorer la mise en forme d'un autre article.
Chronologie
Saison 1
Cet article présente le guide des épisodes de la deuxième saison mais pas que, de la série télévisée américaine Why Women Kill.

## Généralités

### Diffusion
- Aux États-Unis, elle est diffusée entre le 3 juin et le 29 juillet 2021 sur Paramount+.
- En France, elle est diffusée le lendemain sur Salto puis en clair dès le 6 janvier 2022 sur M6.

## Distribution

### Acteurs principaux
- Lana Parrilla : Rita Castillo
- Allison Tolman : Alma Fillcot
  - Rachel Redleaf : jeune Alma
- BK Cannon : Dee Fillcot
- Jordane Christie : Vern Loomis
- Matthew Daddario : Scooter Polarsky
- Veronica Falcón : Catherine Castillo
- Nick Frost : Dr Bertram Fillcot

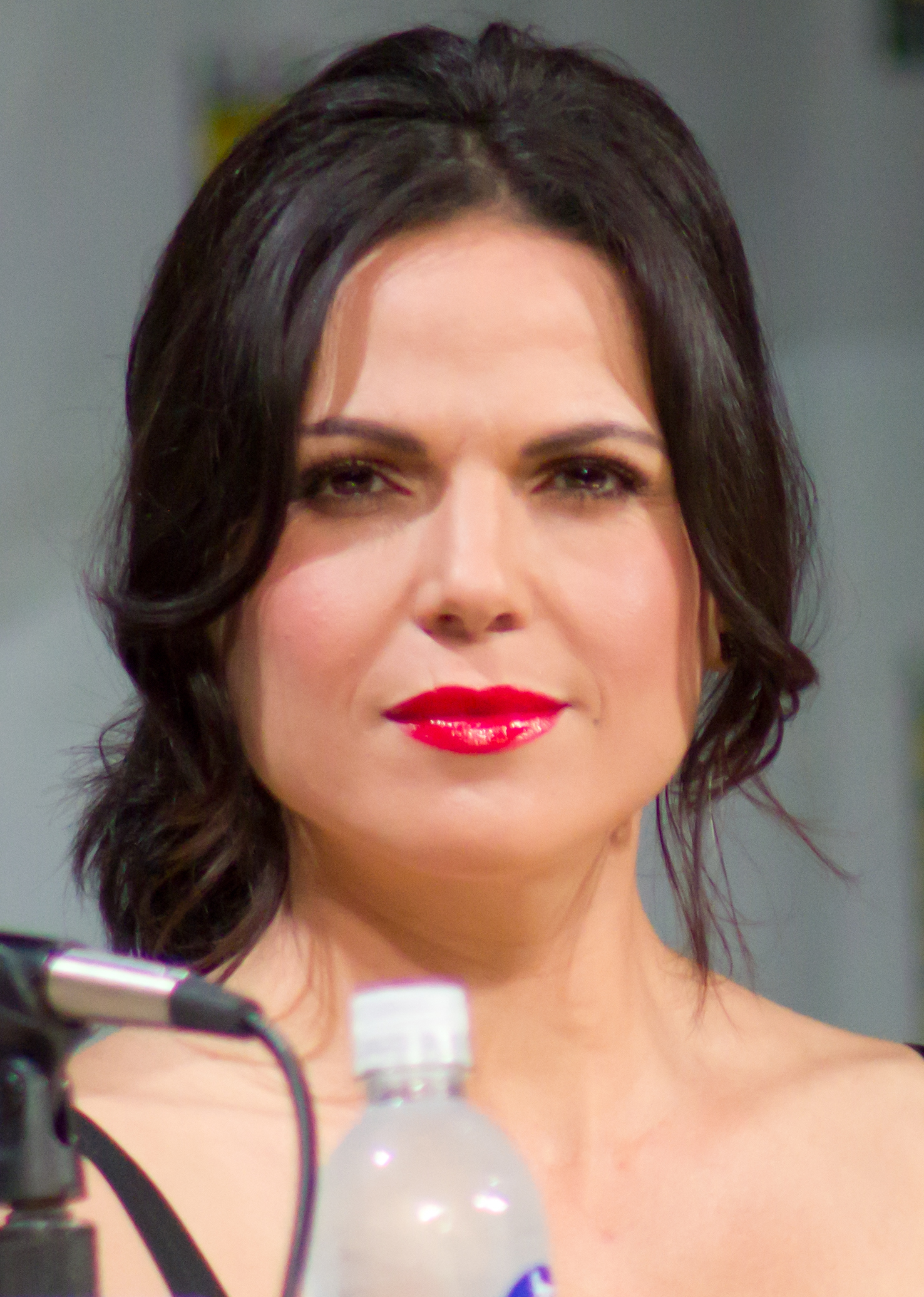
Lana Parrilla interprète Rita.
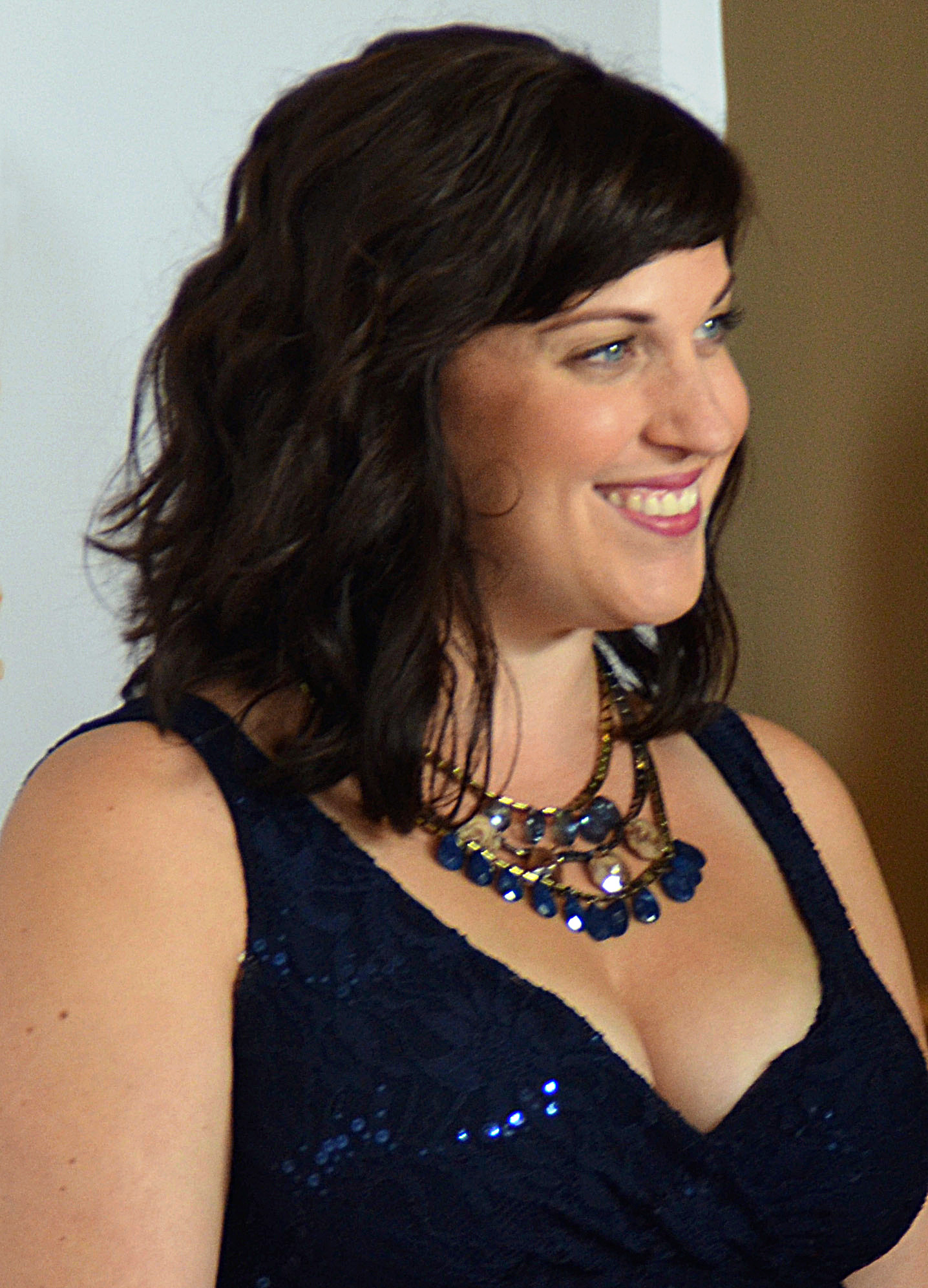
Allison Tolman interprète Alma.
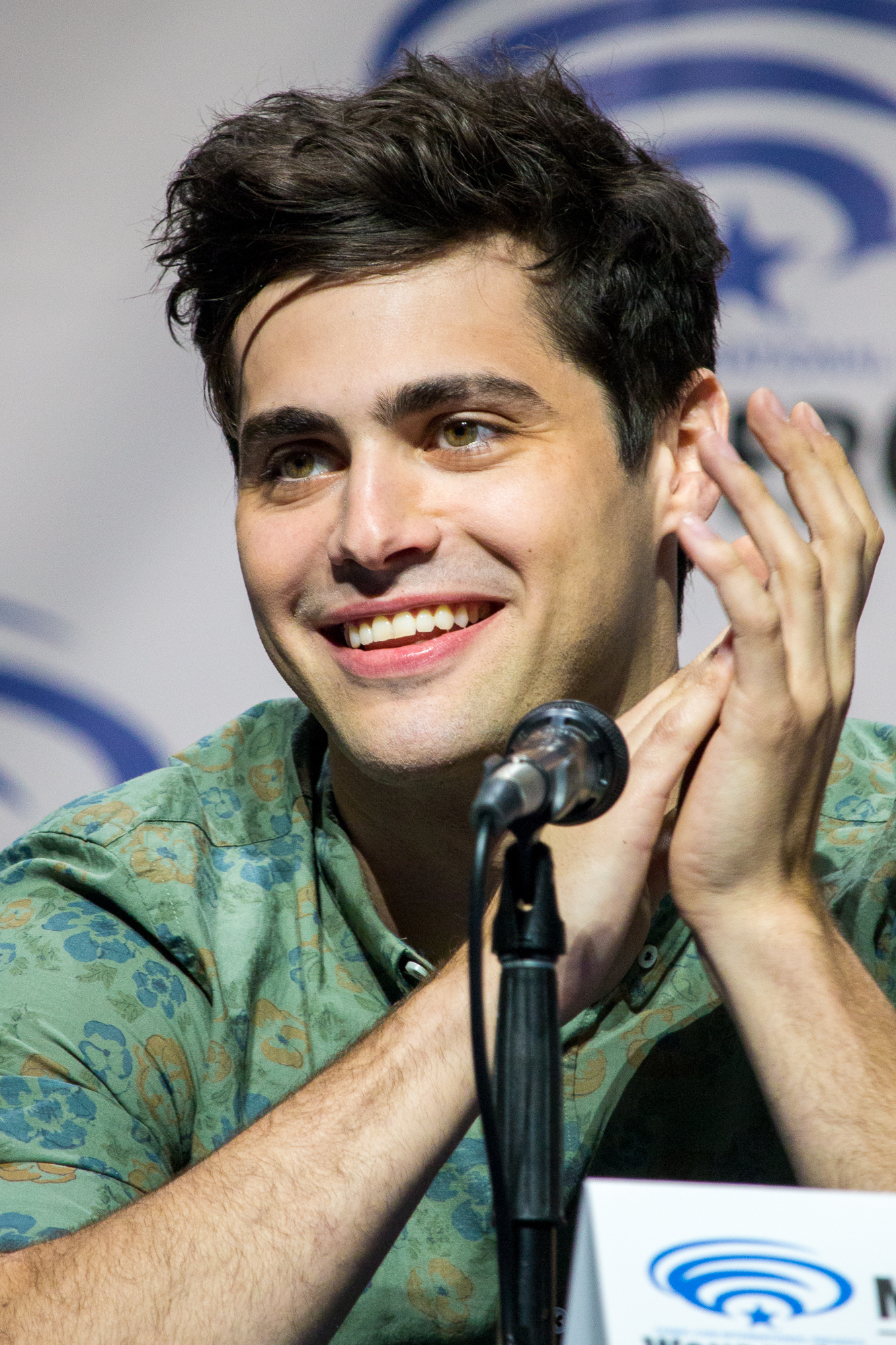
Matthew Daddario interprète Scooter.
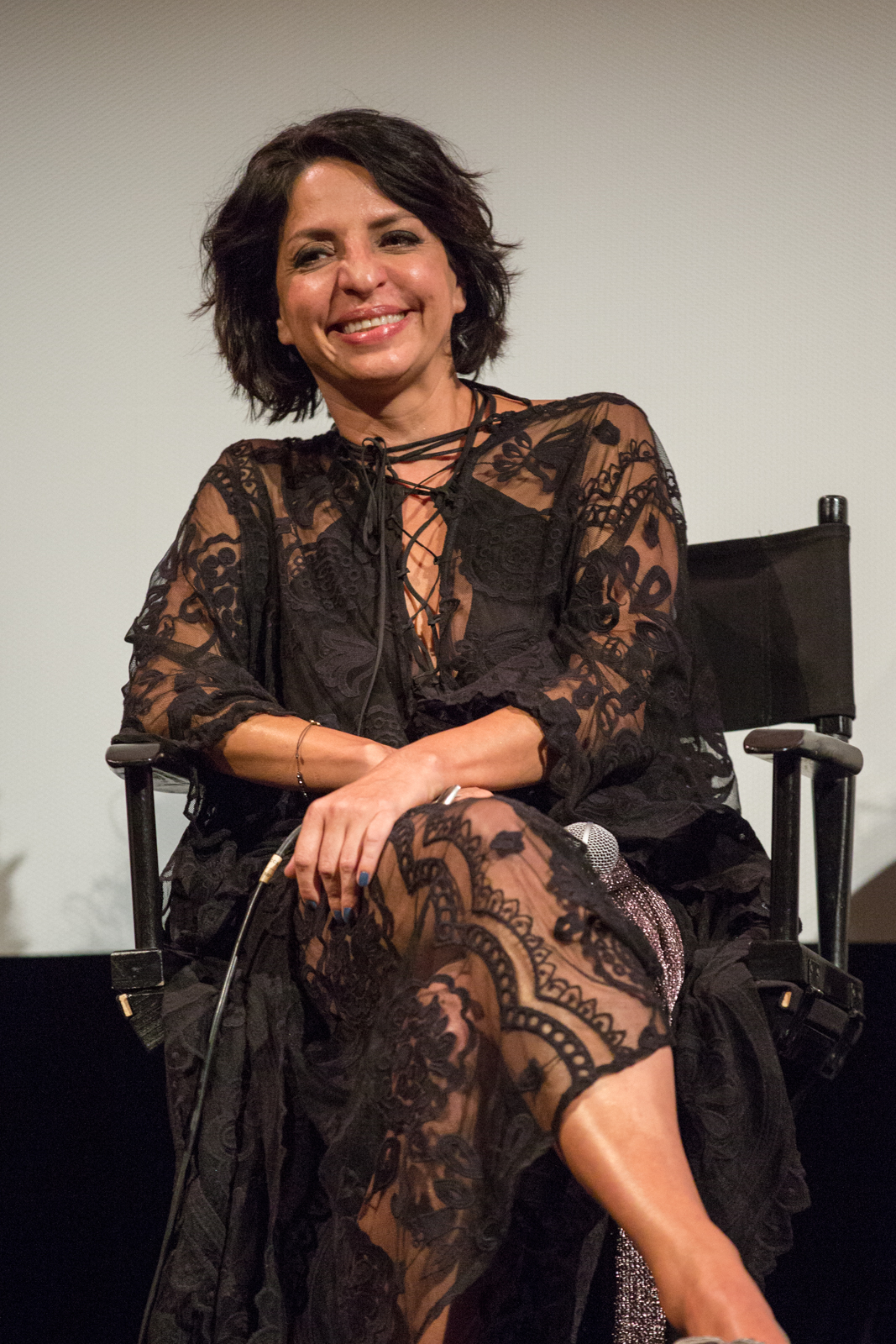
Veronica Falcón interprète Catherine.
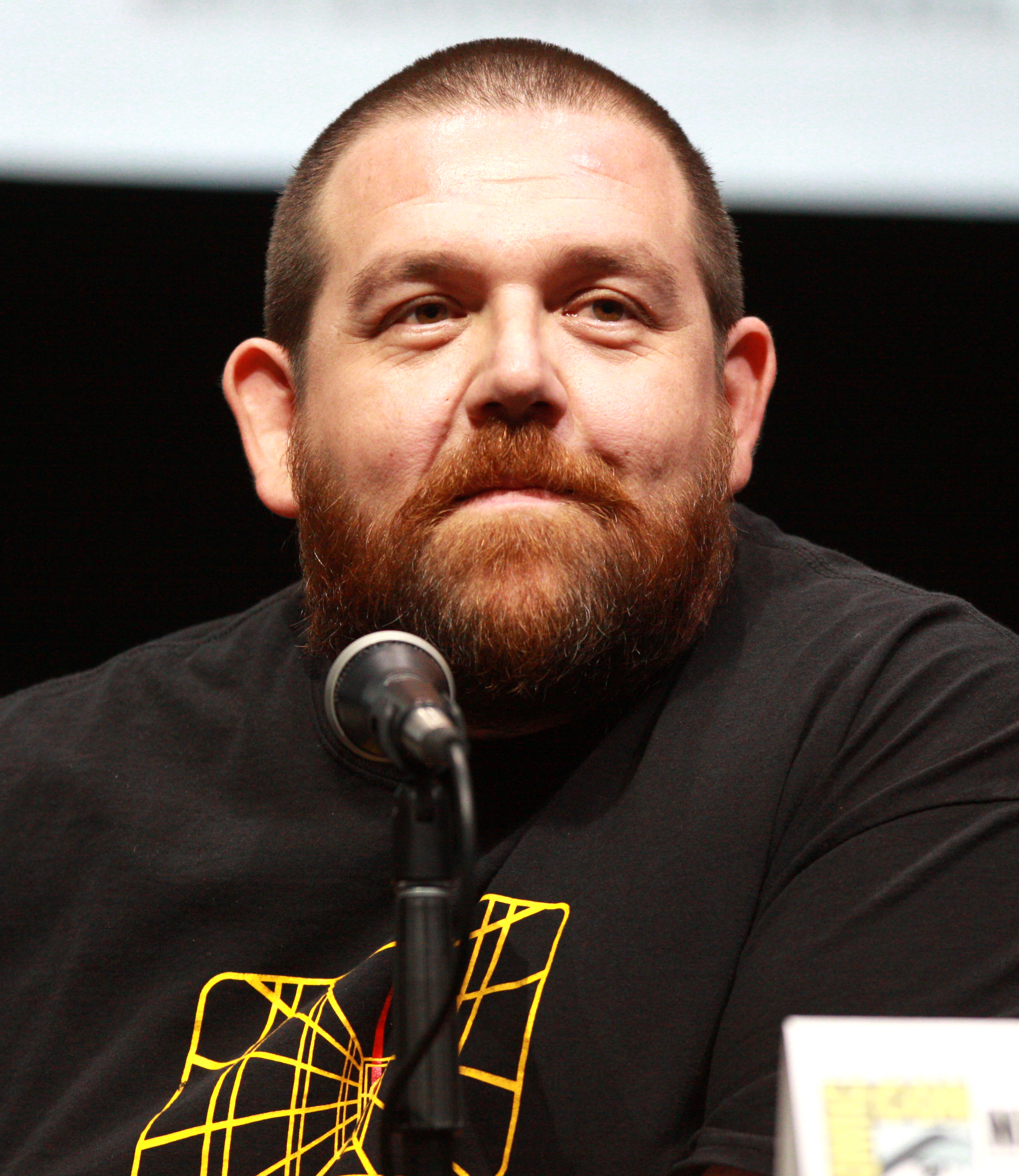
Nick Frost interprète Bertram.

### Acteurs récurrents
- Rachel Bay Jones : Maisie
- Daniel Zacapa : Carlo Castillo
- Eileen Galindo : Isabel
- Virginia Williams : Grace
- Jessica Phillips : Joan
- Kerry O'Malley : Mavis
- Cynthia Quiles : Brenda
- Jack Davenport : Le narrateur

## Vue globale
| No | Titre français                      | Titre original          | Réalisation        | Scénario                | Première diffusion |
| -- | ----------------------------------- | ----------------------- | ------------------ | ----------------------- | ------------------ |
| 1  | Vilains petits secrets              | Secret Beyond the Door  | David Warren       | Marc Cherry             | 3 juin 2021        |
| 2  | La Boîte de Pandore                 | The Woman in the Window | David Warren       | Joe Keenan              | 3 juin 2021        |
| 3  | Le Chien aboie, la dame trépasse    | Lady in the Lake        | Jennifer Getzinger | Joshua Michael Stern    | 10 juin 2021       |
| 4  | Le Temps d'un après-midi            | Scene of the Crime      | Eva Longoria       | Hannah Schneider        | 17 juin 2021       |
| 5  | On ne nait pas tueur, on le devient | They Made Me a Killer   | Larry Shaw         | Mary Elizabeth Hamilton | 24 juin 2021       |
| 6  | Une nuit d'orage                    | Dangerous Intruder      | Larry Shaw         | Stacey Harman           | 1er juillet 2021   |
| 7  | Le Piège se referme                 | The Woman in Question   | Joanna Kerns       | Curtis Kheel            | 8 juillet 2021     |
| 8  | D'une humeur assassine              | Murder, My Sweet        | David Warren       | Austin Guzman           | 15 juillet 2021    |
| 9  | Le Cœur des femmes                  | The Unguarded Moment    | Melanie Mayron     | Joe Keenan              | 22 juillet 2021    |
| 10 | Confession d'une Lady               | The Lady Confesses      | David Warren       | Joe Keenan              | 29 juillet 2021    |

## Épisodes

### Épisode 1:Vilains petits secrets
- États-Unis : 3 juin 2021 sur Paramount+
- France : 
  - 4 juin 2021 sur Salto (en VOSTFr)
  - 6 janvier 2022 sur M6 (en VF)
- Canada : 13 juin 2021 sur W Network

Hollywood, 1949.

### Épisode 2:La Boîte de Pandore
- États-Unis : 3 juin 2021 sur Paramount+
- France : 
  - 4 juin 2021 sur Salto (en VOSTFr)
  - 6 janvier 2022 sur M6 (en VF)
- Canada : 20 juin 2021 sur W Network

### Épisode 3:Le Chien aboie, la dame trépasse
- États-Unis : 17 juin 2021 sur Paramount+
- France :
  - 18 juin 2021 sur Salto (en VOSTFr)
  - 13 janvier 2022 sur M6 (en VF)
- Canada : 27 juin 2021 sur W Network

### Épisode 4:Le Temps d'un après-midi
- États-Unis : 24 juin 2021 sur Paramount+
- France :
  - 25 juin 2021 sur Salto (en VOSTFr)
  - 13 janvier 2022 sur M6 (en VF)
- Canada : 4 juillet 2021 sur W Network

### Épisode 5:On ne nait pas tueur, on le devient
- États-Unis : 1er juillet 2021 sur Paramount+
- France : 2 juillet 2021 en VO sur Salto
- Canada : 11 juillet 2021 sur W Network